# شازده کوچولو (فیلم ۲۰۱۵)
شازده کوچولو (فرانسوی: Le Petit Prince‎; انگلیسی: The Little Prince) یک فیلم پویانمایی رایانه‌ای سه‌بعدی انگلیسی زبان ساخت فرانسه است که در شیوه فانتزی و درام خانوادگی به کارگردانی مارک آزبرن در سال ۲۰۱۵ منتشر شد.
این انیمیشن بر اساس کتاب داستانی به همین نام توسط آنتوان دو سنت اگزوپری (۱۹۴۳) ساخته شده‌است. این اولین اقتباس یک فیلم انیمیشن طولانی از شازده کوچولو است. این فیلم بخش‌هایی از داستان کتاب را با استفاده از شیوه انیمیشنی استاپ موشن نمایش می‌دهد که با یک انیمیشن پویانمایی رایانه‌ای در هم بافته شده که در آن یک دختربچه با خلبان و راوی کتاب برخورد می‌کند که حالا سالخورده است و داستان دیدارش با شازده کوچولو در صحرا را نقل می‌کند.